# Park Narodowy Nambung
Nambung National Park – park narodowy w Australii położony 162 km na północny wschód od Perth utworzony w 1967 roku, obejmuje powierzchnię 183 kilometrów kwadratowych, w jego granicach leży pustynia Pinnacles znana z nietypowych formacji wapiennych o kształcie zbliżonym do stożków.
Na terenie parku występują zbiorowiska trawiaste, wrzosowiska, zarośla, a także suche lasy eukaliptusowe. Faunę stanowią kangury, emu, oraz liczne gatunki gadów i ptaków.